# Ochirbatyn Burmaa
Ochirbatyn Burmaa (en mongol: Очирбатын Бурмаа; Ulán Bator, 28 de mayo de 1982) es una luchadora mongola de lucha libre. Participó en dos Juegos Olímpicos. Consiguió un octavo puesto en Juegos Olímpicos de Londres 2012 y  la 7.ª posición en Juegos Olímpicos de Atenas 2004 en la categoría de 72 kg. Compitió en siete campeonatos mundiales. Consiguió tres medallas, de plata en 2009. Ganó la medalla de bronce en los Juegos Asiáticos de 2006 y 2014. Conquistó siete medallas en Campeonatos Asiáticos, de oro en 2016. Segunda en el campeonato mundial universitario de 2006. Cinco veces representó a su país en la Copa del Mundo, en 2015 clasificándose en la tercera posición.